# Eyalet di Rum
L'eyalet di Rûm (termine originario arabo per indicare la città di Roma) fu un eyalet dell'Impero ottomano, nell'area dell'Anatolia. Dopo la sua costituzione divenne noto anche col nome di eyalet di Sivas, dopo la conquista dell'area negli anni '90 del Trecento ad opera di Bayezid I. La capitale era inizialmente la città di Amasya, poi passata a Tokat ed infine a Sivas.
Rûm era più in generale la parola in turco selgiuchide per descrivere l'Anatolia, riferendosi ad essa come la sede dell'Impero romano d'Oriente al punto che i testi europei della fine del XIX secolo si riferiscono alla zona col nome anche di Roum che appunto rimanda più chiaramente al legame antico.

## Storia
Nel XIV secolo molti villaggi autonomi (Amasya, Tokat, Sivas) vennero fondati nell'area, malgrado il controllo continuo mongolo-selgiuchide in Asia Minore.
Quando il governante ilkhanide Ebu Said morì nel 1335, l'amministrazione dell'Asia Minore passò al suo governatore Eretna Bey, un turco uighur. Eretna Bey dichiarò infine la propria indipendenza, cercando protezione presso i mamelucchi, che erano rivali degli ilkhanidi. Egli prese l'area attorno a Sivas-Kayseri, fondando l'emirato di Eretna, che crebbe poi potente sotto il governo di suo figlio, Mehmed Bey.
Nel 1381 Kadi Burhaneddin, un kadi di Kayseri che venne anche nominato visir a rappresentare l'emirato di Eretna, rimpiazzò il governante eretnide di Silva e prese Amasya e Tokat. Il suo principato riuscì a resistere alle numerose interferenze esterne sino al collasso dovuto alla sua morte nel 1398 che fece precipitare l'area nella sfera d'influenza ottomana.

## Geografia antropica

### Suddivisioni amministrative
I sanjak dell'eyalet di Rum tra il 1700 ed il 1740 erano::
1. sanjak di Sivas (Paşa Sancağı , Sivas)
2. sanjak di Amasya (Amasya)
3. sanjak di Janik (Canik Sansağı, Samsun)
4. sanjak di Diwriji (Divriği Sancağı, Divriği)
5. sanjak di Arabgir (Arabgir Sancağı, Arapgir)
6. sanjak di Chorum (Çorum Sancağı, Çorum)
7. sanjak di Bozok (Bozok Sancağı, Yozgat)